# Attaque tibétaine contre Songzhou
L'attaque tibétaine contre Songzhou, qui survient en 638, est le premier conflit militaire entre la Chine et le Tibet.
Au début du VIIe siècle, l'expansion vers l'ouest de la dynastie chinoise des Tang la met en contact avec l'Empire du Tibet, qui est la puissance montante de la région. Lorsque l'empereur Tang Taizong lui refuse un mariage-alliance, l'empereur tibétain Songtsen Gampo prend le commandement d'une armée et part attaquer la ville frontalière chinoise de Songzhou (松州). Après avoir subi de lourdes pertes à la suite de l'attaque nocturne d'une armée Tang, Songtsen Gampo décide de se replier. Une fois rentré au Tibet, il envoie des émissaires et des tribus à Chang'an pour s'excuser, et demande à nouveau à pouvoir épouser une princesse chinoise. Taizong change alors d'avis et décide de donner en mariage à Songtsen Gampo une nièce lointaine, la princesse Wencheng. La paix ainsi conclue dure jusqu’à la fin des règnes de Taizong et Songtsen Gampo, même si, par la suite, le Tibet reste une des plus importantes menaces militaires contre la Chine, et ce presque jusqu’à la fin de la dynastie Tang.

## Premiers contacts entre les Tang et le Tibet
Au cours des premières décennies du VIIe siècle, la principale menace pesant sur les frontières ouest de la Chine est le royaume Tuyuhun, une des tribus du peuple Xianbei. Très vite, la puissance de l'empire du Tibet, qui se trouve au sud-ouest des Tuyuhun, augmente au point de rivaliser avec celle des Xianbei.
Les Chinois n'apprennent l'existence du Tibet qu'en 608, lorsque des émissaires tibétains de l'empereur Namri Songtsen arrivent à la Cour impériale des Sui pour leur verser un tribut,. En 634, son fils Songtsen Gampo envoie de nouveaux émissaires pour verser un tribut à la Chine et demander un heqin ("mariage-alliance"). Entre-temps, une guerre civile a ravagé la Chine et provoqué la chute de la dynastie Sui. Une nouvelle dynastie, la dynastie Tang, a été fondée en 618 par l'empereur Tang Gaozu et c'est Tang Taizong, le fils et successeur de Gaozu qui reçoit les messagers.
Dans un premier temps, Taizong, occupé à lutter contre les Tuyuhun, ne répond pas immédiatement ; mais il finit par envoyer Feng Dexia (馮德遐) comme émissaire au Tibet pour établir des relations pacifiques.

## Le conflit de 638
Au même moment, vers la fin de l'année 634, Taizong envoie le général Li Jing attaquer les Tuyuhun. Après une campagne militaire couronnée de réussite, il vainc Busabo Khan, le chef des Tuyuhun, qui est tué lors des combats. Taizong fait alors de Murong Shun, le fils de Murong Fuyun, le nouveau Khan des Tuyuhun, mais le règne de ce dernier est bref, car il meurt assassiné à la fin de l'année 635. L'empereur chinois décide alors que c'est Murong Nuohebo, le fils de Murong Shun, qui doit succéder au défunt comme nouveau Khan.
D’après ce qu'indiquent les chroniques de l’époque, c'est à peu près à ce moment-là que Feng Dexia semble être arrivé au Tibet. Lorsque l'envoyé chinois arrive à sa Cour, Songtsen Gampo a appris que, dans le passé, les khans du Khaganat des Turcs Orientaux et des Tuyuhun ont pu conclure des heqin avec la Chine. Lorsque Feng repart vers la Chine, il décide donc de le faire accompagner par un émissaire porteur d'un nouveau tribut, afin de renouveler sa demande d'épouser une Princesse Tang.
Cette fois-ci, Taizong répond rapidement en refusant la proposition et l'émissaire repart pour le Tibet. Lorsqu'il revient à la Cour de Songtsen Gampo, il explique à son empereur que Taizong était disposé à approuver un mariage entre les deux dynasties, mais aurait changé d'avis après avoir entendu des calomnies propagées par les Tuyuhun à l'encontre des Tibétains. Selon les sources tibétaines, ces histoires de calomnies seraient une pure invention de l'émissaire, mais selon les sources chinoises c'est Murong Nuohebo en personne, alors présent à la Cour des Tang, qui aurait interféré dans les négociations, menant au refus de Taizong. Toujours est-il que Songtsen Gampo, croyant le rapport de son émissaire, attaque les Tuyuhun fin 637 - début 638, capture certains d'entre eux et force les autres à fuir au nord du lac Qinghai,
À l'automne 638, les forces tibétaines, apparemment commandées par Songtsen Gampo lui-même, attaquent la ville chinoise de Songzhou (松州), située sur la frontière ouest de l'empire. Ceci n’empêche pas Gampo d'envoyer de nouveaux émissaires à Chang'an, la capitale des Tang, pour offrir à nouveau un tribut et renouveler pour la troisième fois sa demande d'épouser une princesse Tang. La taille de son armée est évaluée à 100 000 hommes par des sources tibétaines et plus de 200 000 soldats par des sources chinoises,. Dans un premier temps, c'est Han Wei, le gouverneur de Songzhou, qui attaque les tibétains pour essayer de repousser l'invasion, mais il est vaincu. Taizong réagit en envoyant une armée commandée par le général Hou Junji, lequel est assisté par les généraux Zhishi Sili (執失思力), Niu Jinda (牛進達) et Liu Jian (劉簡). Une fois arrivé sur place, Niu inflige une cuisante défaite aux Tibétains, qui subissent de lourdes pertes à la suite d'une attaque nocturne surprise. Alarmé, Songtsen Gampo se retire, puis envoie à nouveau des émissaires et des tribus à Chang'an pour s'excuser et demander pour la quatrième fois à pouvoir épouser une princesse chinoise. L'empereur Taizong accepte les tribus et les excuses, puis, cette fois-ci, donne son aval au mariage.

## Le mariage entre Songtsen Gampo et la Princesse Wencheng
Malgré ce changement d'avis de l'empereur, pendant les deux années suivantes, aucune autre mesure n'est prise pour mener à bien le mariage. La situation n'évolue qu'à l'automne 640, lorsque Songtsen Gampo envoie son premier ministre Gar Tongtsen Yülsung, connu sous le nom de Lu Dongzan( 祿東贊) pour les Chinois, à la capitale des Tang pour offrir un nouveau tribu d'or et de bijoux et demander pour la cinquième fois l'organisation d'un mariage. En réponse, Taizong élève la fille d'un parent à lui au rang de princesse, la princesse Wencheng, et se prépare à la donner en mariage à Songtsen Gampo. Impressionné par la bienséance dont fait preuve Gar Tongtsen Yülsung lorsqu'il parle avec lui, Taizong veut lui donner pour épouse Dame Duan, la petite-fille de la princesse Langye. De manière extrêmement polie, Gar Tongtsen Yülsung décline l'offre de l'empereur en objectant qu'il a déjà une femme et qu'il serait inapproprié pour lui de se marier avant son roi.
Au printemps 641, Taizong envoie son cousin Li Daozong, le Prince de Jiangxia, accompagner Gar Tongtsen Yülsung qui retourne au Tibet et escorter Wencheng. Les chroniques de l'époque rapportent que quand ils arrivent sur place, Songtsen Gampo est si heureux de voir enfin arriver son épouse qu'il s'incline devant Li Daozong de la manière dont un gendre s'incline devant son beau-père pour l’accueillir. Il fait construire un palais pour Wencheng et s'habille en vêtement chinois avant de la rencontrer. Toujours selon les chroniques de l'époque, à l'époque le peuple tibétain aurait eu pour coutume de se peindre le visage en rouge, chose que la princesse Wencheng détestait. Pour plaire à sa nouvelle épouse, Gampo aurait fait interdire cette coutume.

## Conséquences
Dans le cadre de l'accord conclu entre le Tibet et la Chine, des nobles et des membres de la famille de Gampo sont envoyés à Chang'an pour étudier à l'Université impériale des Tang où ils doivent apprendre les coutumes et la culture chinoise pour améliorer les relations entre les deux pays. Il s'agit là d'une pratique très ancienne, qui faits de ces "étudiants" des otages de facto. De son côté, Songtsen Gampo a également demandé que Taizong lui envoie des lettrés chinois. Au début du règne de Tang Gaozong, le fils et successeur de Taizong, le Tibet demande également des transferts technologiques pour la sériciculture, la vinification, la fabrication des moulins a vent et celle du papier.
Ce « mariage-alliance » marque le début de deux décennies de paix entre les deux empires. Ainsi, en 647, lorsque Taizong organise une expédition punitive contre le royaume de Kucha et son roi Hari Pushpa, , parce que le roi précédent avait refusé de rendre hommage aux Tang ; il envoie une armée commandée par le prince Göktürk Ashina Shö-eul, à laquelle se joignent des troupes tibétaines. En outre, en 648, lorsque Wang Xuance, un émissaire Tang, se retrouve empêtré dans l'agitation politique d'un État indien, il demande l'aide du Tibet et du Népal. Les deux états répondent à l'appel en 649 et l'aident à vaincre l'une des factions.
Pendant cette période, les Tibétains se renforcent et agrandissent leur Empire. À la fin de la décennie 660, ils envahissent le territoire des Tuyuhun et se retrouvent en contact direct avec celui des Tang
, au niveau de l'actuelle province du Sichuan et des régions de l'ouest. Les deux empires se combattent sporadiquement au cours des décennies suivantes et une grande partie de l'est du territoire du Tibet tombe entre les mains des Tang.
La situation change avec l'affaiblissement de la puissance chinoise consécutif à la révolte d'An Lushan (755 – 763), ce qui permet aux Tibétains de reconquérir leurs territoires perdus, de prendre le contrôle de Songzhou et de sa région en 763 et même de s'emparer brièvement de Chang'an. Songzhou est par la suite colonisé par des Tibétains venant de Ngari et identifiés dans les traités géographiques tibétains comme un territoire de l'Empire du tibet, rattaché tantôt à la région d'Amdo, tantôt à celle de Kham. Les régions de Sharkok et Khöpokok, restent toujours à l'heure actuelle des zones où l'on parle la langue tibétaine. Auparavant considéré comme faisant partie du tibétain de l'Amdo, les langues parlées dans ces zones sont maintenant provisoirement classées comme étant cinq dialectes distincts d'une branche indépendante du tibétain, le tibétain Sharkhog.
L'un des effets de la montée en puissance de l'empire du Tibet est qu'il facilite le prosélytisme du bouddhisme au nord et à l'ouest, au détriment de l'expansion de l'Islam. Il a été un facteur décisif dans le déplacement des routes terrestres du commerce de la soie chinoise et du commerce est-ouest en général, qui se sont déplacés vers le nord et ont fini par traverser le territoire des ouïghours,.

## Voir également
- Relations sino-tibétaines pendant la dynastie Tang (en)